# Thomas Robins
Thomas Robins es un actor neozelandés conocido por ser el presentador original del programa infantil Squirt, emitido los sábados por la mañana en dos cadenas diferentes de Nueva Zelanda (1996-2006). Robins presentaba el espacio junto a Spike, un pingüino animado por computadora en 3D con el que interactuaba mediante captura de movimiento. Además ha interpretado pequeños papeles en tres películas dirigidas por Peter Jackson: La verdadera historia del cine, El Señor de los Anillos: el retorno del Rey y El hobbit: un viaje inesperado.

## Filmografía

### Cine
- La verdadera historia del cine (1995), como Colin McKenzie;
- The Lord of the Rings: The Return of the King (2003), como el hobbit Déagol;
- The Hobbit: An Unexpected Journey (2012), como el rey enano Thráin II de joven.

### Televisión
- Squirt (2006–2008), presentador;
- Seven Periods with Mr Gormsby (2005–2008), como el señor Morton;